# Collegio di Brighton Kemptown and Peacehaven
Brighton Kemptown and Peacehaven è un collegio elettorale inglese situato nell'East Sussex rappresentato alla Camera dei comuni del parlamento del Regno Unito. Elegge un membro del parlamento con il sistema maggioritario a turno unico; l'attuale parlamentare è Chris Ward del Partito Laburista, che rappresenta il collegio dal 2024.

## Estensione
Fino al 2024 il collegio si è chiamato Brighton Kemptown. Dal 2024 ha acquisito l'attuale denominazione.
- 1950-1983: i ward del County Borough di Brighton di Elm Grove, Hanover, King's Cliff, Lewes Road, Moulsecoomb, Pier, Queen's Park, Rottingdean e St John's.
- 1983-1997: i ward del Borough di Brighton di Hanover, King's Cliff, Marine, Moulsecoomb, Queen's Park, Rottingdean, Tenantry e Woodingdean.
- 1997-2010: i ward del Borough di Brighton di King's Cliff, Marine, Moulsecoomb, Queen's Park, Rottingdean, Tenantry e Woodingdean, e i ward del distretto di Lewes di East Saltdean, Peacehaven East, Peacehaven North, Peacehaven West e Telscombe Cliffs.
- 2010-2024: i ward della Città di Brighton and Hove di East Brighton, Moulsecoomb and Bevendean, Queen's Park, Rottingdean Coastal e Woodingdean, e i ward del distretto di Lewes di East Saltdean and Telscombe Cliffs, Peacehaven East, Peacehaven North e Peacehaven West.
- dal 2024: i ward della Città di Brighton and Hove di Coldean and Stanmer (parte), Hanover and Elm Grove (piccola parte), Kemptown, Moulsecoomb and Bevendean (quasi tutto), Queen's Park, Rottingdean and West Saltdean, Whitehawk and Marina e Woodingdean e i ward del distretto di Lewes di East Saltdean and Telscombe Cliffs, Peacehaven East, Peacehaven North e Peacehaven West.[1]

## Membri del Parlamento
| Elezione | Elezione    | Deputato            | Partito         |
| -------- | ----------- | ------------------- | --------------- |
|          | 1950        | Howard Johnson      | Conservatore    |
| 1959     | David James |                     | Conservatore    |
|          | 1964        | Laburista           | Laburista       |
|          | 1970        | Andrew Bowden       | Conservatore    |
|          | 1997        | Des Turner          | Laburista       |
|          | 2010        | Simon Kirby         | Conservatore    |
|          | 2017        | Lloyd Russell-Moyle | Laburista Co-Op |
|          | Mag 2024    | Lloyd Russell-Moyle | Indipendente    |
|          | 2024        | Chris Ward          | Laburista       |

## Elezioni

### Elezioni negli anni 2020
| Partito                    | Partito                                | Candidato                  | Risultati 4 luglio 2024 | Risultati 4 luglio 2024 |
| Partito                    | Partito                                | Candidato                  | Voti                    | %                       |
| -------------------------- | -------------------------------------- | -------------------------- | ----------------------- | ----------------------- |
|                            | Laburista                              | Chris Ward                 | 17 839                  | 43,90                   |
|                            | Conservatore                           | Khobi Vallis               | 8 230                   | 20,25                   |
|                            | Verdi                                  | Elaine Hills               | 7 997                   | 19,68                   |
|                            | Lib Dem                                | Stewart Stone              | 3 949                   | 9,72                    |
|                            | Indipendente                           | Emma Wall                  | 1 833                   | 4,51                    |
|                            | SDP                                    | Valerie Gray               | 784                     | 1,93                    |
|                            |                                        |                            |                         |                         |
| Iscritti                   | Iscritti                               | Iscritti                   | 68 784                  | 100,00                  |
| ↳ Votanti (% su iscritti)  | ↳ Votanti (% su iscritti)              | ↳ Votanti (% su iscritti)  | 40 632                  | 59,07                   |
| ↳ Astenuti (% su iscritti) | ↳ Astenuti (% su iscritti)             | ↳ Astenuti (% su iscritti) | 28 152                  | 40,93                   |
|                            |                                        |                            |                         |                         |
|                            | Esito: collegio confermato a Laburista |                            |                         |                         |

### Elezioni negli anni 2010
| Partito                    | Partito                                      | Candidato                  | Risultati 12 dicembre 2019 | Risultati 12 dicembre 2019 |
| Partito                    | Partito                                      | Candidato                  | Voti                       | %                          |
| -------------------------- | -------------------------------------------- | -------------------------- | -------------------------- | -------------------------- |
|                            | Laburista Co-Op                              | Lloyd Russell-Moyle        | 25 033                     | 51,58                      |
|                            | Conservatore                                 | Joe Miller                 | 16 972                     | 34,97                      |
|                            | Lib Dem                                      | Ben Thomas                 | 2 964                      | 6,11                       |
|                            | Verdi                                        | Alexandra Phillips         | 2 237                      | 4,61                       |
|                            | Brexit                                       | Graham Cushway             | 1 327                      | 2,73                       |
|                            |                                              |                            |                            |                            |
| Iscritti                   | Iscritti                                     | Iscritti                   | 69 833                     | 100,00                     |
| ↳ Votanti (% su iscritti)  | ↳ Votanti (% su iscritti)                    | ↳ Votanti (% su iscritti)  | 48 533                     | 69,50                      |
| ↳ Astenuti (% su iscritti) | ↳ Astenuti (% su iscritti)                   | ↳ Astenuti (% su iscritti) | 21 300                     | 30,50                      |
|                            |                                              |                            |                            |                            |
|                            | Esito: collegio confermato a Laburista Co-Op |                            |                            |                            |

| Partito                    | Partito                                                 | Candidato                  | Risultati 8 giugno 2017 | Risultati 8 giugno 2017 |
| Partito                    | Partito                                                 | Candidato                  | Voti                    | %                       |
| -------------------------- | ------------------------------------------------------- | -------------------------- | ----------------------- | ----------------------- |
|                            | Laburista Co-Op                                         | Lloyd Russell-Moyle        | 28 703                  | 58,33                   |
|                            | Conservatore                                            | Simon Kirby                | 18 835                  | 38,28                   |
|                            | Lib Dem                                                 | Emily Tester               | 1 457                   | 2,96                    |
|                            | Indipendente                                            | Doktor Haze                | 212                     | 0,43                    |
|                            |                                                         |                            |                         |                         |
| Iscritti                   | Iscritti                                                | Iscritti                   | 67 871                  | 100,00                  |
| ↳ Votanti (% su iscritti)  | ↳ Votanti (% su iscritti)                               | ↳ Votanti (% su iscritti)  | 49 207                  | 72,50                   |
| ↳ Astenuti (% su iscritti) | ↳ Astenuti (% su iscritti)                              | ↳ Astenuti (% su iscritti) | 18 664                  | 27,50                   |
|                            |                                                         |                            |                         |                         |
|                            | Esito: collegio passa da Conservatore a Laburista Co-Op |                            |                         |                         |

| Partito                    | Partito                                   | Candidato                  | Risultati 7 maggio 2015 | Risultati 7 maggio 2015 |
| Partito                    | Partito                                   | Candidato                  | Voti                    | %                       |
| -------------------------- | ----------------------------------------- | -------------------------- | ----------------------- | ----------------------- |
|                            | Conservatore                              | Simon Kirby                | 18 428                  | 40,67                   |
|                            | Laburista                                 | Nancy Platts               | 17 738                  | 39,15                   |
|                            | UKIP                                      | Ian Buchanan               | 4 446                   | 9,81                    |
|                            | Verdi                                     | Davy Jones                 | 3 187                   | 7,03                    |
|                            | Lib Dem                                   | Paul Chandler              | 1 365                   | 3,01                    |
|                            | Socialista                                | Jacqueline Shodeke         | 73                      | 0,16                    |
|                            | Indipendente                              | Matthew Taylor             | 69                      | 0,15                    |
|                            |                                           |                            |                         |                         |
| Iscritti                   | Iscritti                                  | Iscritti                   | 67 823                  | 100,00                  |
| ↳ Votanti (% su iscritti)  | ↳ Votanti (% su iscritti)                 | ↳ Votanti (% su iscritti)  | 45 306                  | 66,80                   |
| ↳ Astenuti (% su iscritti) | ↳ Astenuti (% su iscritti)                | ↳ Astenuti (% su iscritti) | 22 517                  | 33,20                   |
|                            |                                           |                            |                         |                         |
|                            | Esito: collegio confermato a Conservatore |                            |                         |                         |

| Partito                    | Partito                                           | Candidato                  | Risultati 6 maggio 2010 | Risultati 6 maggio 2010 |
| Partito                    | Partito                                           | Candidato                  | Voti                    | %                       |
| -------------------------- | ------------------------------------------------- | -------------------------- | ----------------------- | ----------------------- |
|                            | Conservatore                                      | Simon Kirby                | 16 217                  | 37,97                   |
|                            | Laburista                                         | Simon Burgess              | 14 889                  | 34,86                   |
|                            | Lib Dem                                           | Juliet Williams            | 7 691                   | 18,01                   |
|                            | Verdi                                             | Ben Duncan                 | 2 330                   | 5,46                    |
|                            | UKIP                                              | James Chamberlain-Webber   | 1 384                   | 3,24                    |
|                            | TUSC                                              | Dave Hill                  | 194                     | 0,45                    |
|                            |                                                   |                            |                         |                         |
| Iscritti                   | Iscritti                                          | Iscritti                   | 66 004                  | 100,00                  |
| ↳ Votanti (% su iscritti)  | ↳ Votanti (% su iscritti)                         | ↳ Votanti (% su iscritti)  | 42 705                  | 64,70                   |
| ↳ Astenuti (% su iscritti) | ↳ Astenuti (% su iscritti)                        | ↳ Astenuti (% su iscritti) | 23 299                  | 35,30                   |
|                            |                                                   |                            |                         |                         |
|                            | Esito: collegio passa da Laburista a Conservatore |                            |                         |                         |

### Elezioni negli anni 2000
| Partito                    | Partito                                | Candidato                  | Risultati 5 maggio 2005 | Risultati 5 maggio 2005 |
| Partito                    | Partito                                | Candidato                  | Voti                    | %                       |
| -------------------------- | -------------------------------------- | -------------------------- | ----------------------- | ----------------------- |
|                            | Laburista                              | Des Turner                 | 15 858                  | 39,93                   |
|                            | Conservatore                           | Judith Symes               | 13 121                  | 33,03                   |
|                            | Lib Dem                                | Marina Pepper              | 6 560                   | 16,52                   |
|                            | Verdi                                  | Simon Williams             | 2 800                   | 7,05                    |
|                            | UKIP                                   | James Chamberlain-Webber   | 758                     | 1,91                    |
|                            | Peace                                  | Caroline O'Reilly          | 172                     | 0,43                    |
|                            | Laburista Socialista                   | John McLeod                | 163                     | 0,41                    |
|                            | Indipendente                           | Elaine Cooke               | 127                     | 0,32                    |
|                            | Alternativa Socialista                 | Phil Clarke                | 113                     | 0,28                    |
|                            | Indipendente                           | Gene Dobbs                 | 47                      | 0,12                    |
|                            |                                        |                            |                         |                         |
| Iscritti                   | Iscritti                               | Iscritti                   | 65 978                  | 100,00                  |
| ↳ Votanti (% su iscritti)  | ↳ Votanti (% su iscritti)              | ↳ Votanti (% su iscritti)  | 39 719                  | 60,20                   |
| ↳ Astenuti (% su iscritti) | ↳ Astenuti (% su iscritti)             | ↳ Astenuti (% su iscritti) | 26 259                  | 39,80                   |
|                            |                                        |                            |                         |                         |
|                            | Esito: collegio confermato a Laburista |                            |                         |                         |

| Partito                    | Partito                                | Candidato                  | Risultati 7 giugno 2001 | Risultati 7 giugno 2001 |
| Partito                    | Partito                                | Candidato                  | Voti                    | %                       |
| -------------------------- | -------------------------------------- | -------------------------- | ----------------------- | ----------------------- |
|                            | Laburista                              | Des Turner                 | 18 745                  | 47,82                   |
|                            | Conservatore                           | Geoffrey Theobald          | 13 823                  | 35,26                   |
|                            | Lib Dem                                | Janet Marshall             | 4 064                   | 10,37                   |
|                            | Verdi                                  | Barney Miller              | 1 290                   | 3,29                    |
|                            | UKIP                                   | James Chamberlain-Webber   | 543                     | 1,39                    |
|                            | Laburista Socialista                   | John McLeod                | 364                     | 0,93                    |
|                            | Free Party                             | Dave Dobbs                 | 227                     | 0,58                    |
|                            | ProLife Alliance                       | Elaine Cooke               | 147                     | 0,37                    |
|                            |                                        |                            |                         |                         |
| Iscritti                   | Iscritti                               | Iscritti                   | 68 060                  | 100,00                  |
| ↳ Votanti (% su iscritti)  | ↳ Votanti (% su iscritti)              | ↳ Votanti (% su iscritti)  | 39 203                  | 57,60                   |
| ↳ Astenuti (% su iscritti) | ↳ Astenuti (% su iscritti)             | ↳ Astenuti (% su iscritti) | 28 857                  | 42,40                   |
|                            |                                        |                            |                         |                         |
|                            | Esito: collegio confermato a Laburista |                            |                         |                         |

## Risultati dei referendum

### Referendum sulla permanenza del Regno Unito nell'Unione europea del 2016
|             | Collegio          | Lasciare UE % | Rimanere in UE % |
| ----------- | ----------------- | ------------- | ---------------- |
|             | Brighton Kemptown | 43,3%         | 57,6%            |
|             | Inghilterra       | 53,3%         | 46,7%            |
| Regno Unito | 51,9%             | 48,1%         |                  |